# Liste des planètes mineures (602001-603000)
Voici la liste des planètes mineures numérotées de 602001 à 603000. Les planètes mineures sont numérotées lorsque leur orbite est confirmée, ce qui peut parfois se produire longtemps après leur découverte. Elles sont classées ici par leur numéro.

## Planètes mineures 602001 à 603000
- (602001) 2014 AS46
- (602002) 2014 AY46
- (602003) 2014 AF50
- (602004) 2014 AK53
- (602005) 2014 AW53
- (602006) 2014 AM56
- (602007) 2014 AX58
- (602008) 2014 AT59
- (602009) 2014 AE60
- (602010) 2014 AJ61
- (602011) 2014 AV61
- (602012) 2014 AM68
- (602013) 2014 AC70
- (602014) 2014 BN3
- (602015) 2014 BJ6
- (602016) 2014 BX8
- (602017) 2014 BE14
- (602018) 2014 BV14
- (602019) 2014 BZ15
- (602020) 2014 BM19
- (602021) 2014 BJ20
- (602022) 2014 BO24
- (602023) 2014 BA26
- (602024) 2014 BV33
- (602025) 2014 BJ38
- (602026) 2014 BE40
- (602027) 2014 BJ41
- (602028) 2014 BB45
- (602029) 2014 BG48
- (602030) 2014 BN49
- (602031) 2014 BD54
- (602032) 2014 BR55
- (602033) 2014 BM59
- (602034) 2014 BW60
- (602035) 2014 BU65
- (602036) 2014 BF66
- (602037) 2014 BJ68
- (602038) 2014 BA69
- (602039) 2014 BZ69
- (602040) 2014 BO70
- (602041) 2014 BF71
- (602042) 2014 BQ71
- (602043) 2014 BZ71
- (602044) 2014 BH72
- (602045) 2014 BY73
- (602046) 2014 BG79
- (602047) 2014 BN84
- (602048) 2014 CV1
- (602049) 2014 CC6
- (602050) 2014 CY7
- (602051) 2014 CM8
- (602052) 2014 CZ10
- (602053) 2014 CB14
- (602054) 2014 CB15
- (602055) 2014 CT22
- (602056) 2014 CA25
- (602057) 2014 CF25
- (602058) 2014 CH25
- (602059) 2014 CS26
- (602060) 2014 CW27
- (602061) 2014 CY27
- (602062) 2014 CE30
- (602063) 2014 CP30
- (602064) 2014 CD32
- (602065) 2014 CE32
- (602066) 2014 CN32
- (602067) 2014 CV32
- (602068) 2014 DB2
- (602069) 2014 DQ6
- (602070) 2014 DA11
- (602071) 2014 DN13
- (602072) 2014 DK17
- (602073) 2014 DE18
- (602074) 2014 DH22
- (602075) 2014 DP23
- (602076) 2014 DM27
- (602077) 2014 DC33
- (602078) 2014 DQ35
- (602079) 2014 DH39
- (602080) 2014 DA41
- (602081) 2014 DB42
- (602082) 2014 DD43
- (602083) 2014 DU44
- (602084) 2014 DJ46
- (602085) 2014 DL46
- (602086) 2014 DO47
- (602087) 2014 DA50
- (602088) 2014 DB50
- (602089) 2014 DH50
- (602090) 2014 DJ50
- (602091) 2014 DJ53
- (602092) 2014 DZ53
- (602093) 2014 DG54
- (602094) 2014 DN55
- (602095) 2014 DL58
- (602096) 2014 DM58
- (602097) 2014 DR59
- (602098) 2014 DT60
- (602099) 2014 DT61
- (602100) 2014 DX62
- (602101) 2014 DE63
- (602102) 2014 DD65
- (602103) 2014 DM74
- (602104) 2014 DS74
- (602105) 2014 DW75
- (602106) 2014 DP76
- (602107) 2014 DC78
- (602108) 2014 DF79
- (602109) 2014 DM79
- (602110) 2014 DM80
- (602111) 2014 DS81
- (602112) 2014 DW81
- (602113) 2014 DN83
- (602114) 2014 DT89
- (602115) 2014 DU89
- (602116) 2014 DM92
- (602117) 2014 DB94
- (602118) 2014 DF94
- (602119) 2014 DD98
- (602120) 2014 DS101
- (602121) 2014 DZ101
- (602122) 2014 DU103
- (602123) 2014 DQ106
- (602124) 2014 DT106
- (602125) 2014 DK109
- (602126) 2014 DF110
- (602127) 2014 DP112
- (602128) 2014 DK114
- (602129) 2014 DF116
- (602130) 2014 DA118
- (602131) 2014 DE118
- (602132) 2014 DB119
- (602133) 2014 DC119
- (602134) 2014 DN119
- (602135) 2014 DU120
- (602136) 2014 DP122
- (602137) 2014 DD124
- (602138) 2014 DS127
- (602139) 2014 DS128
- (602140) 2014 DD129
- (602141) 2014 DM131
- (602142) 2014 DN131
- (602143) 2014 DO131
- (602144) 2014 DT132
- (602145) 2014 DM135
- (602146) 2014 DF140
- (602147) 2014 DA141
- (602148) 2014 DN141
- (602149) 2014 DG144
- (602150) 2014 DV147
- (602151) 2014 DW148
- (602152) 2014 DB150
- (602153) 2014 DL150
- (602154) 2014 DD152
- (602155) 2014 DG152
- (602156) 2014 DG156
- (602157) 2014 DM156
- (602158) 2014 DQ156
- (602159) 2014 DS156
- (602160) 2014 DW159
- (602161) 2014 DE161
- (602162) 2014 DQ162
- (602163) 2014 DJ164
- (602164) 2014 DD170
- (602165) 2014 DF172
- (602166) 2014 DR172
- (602167) 2014 DK174
- (602168) 2014 DO174
- (602169) 2014 DC186
- (602170) 2014 DG188
- (602171) 2014 DX188
- (602172) 2014 EQ
- (602173) 2014 EO1
- (602174) 2014 ES2
- (602175) 2014 EU4
- (602176) 2014 EM5
- (602177) 2014 ET7
- (602178) 2014 EV8
- (602179) 2014 EO9
- (602180) 2014 EQ11
- (602181) 2014 EY12
- (602182) 2014 EP14
- (602183) 2014 EB17
- (602184) 2014 ER17
- (602185) 2014 EC18
- (602186) 2014 EZ18
- (602187) 2014 EQ19
- (602188) 2014 EA21
- (602189) 2014 EG24
- (602190) 2014 EK26
- (602191) 2014 EO28
- (602192) 2014 EL29
- (602193) 2014 EJ31
- (602194) 2014 EW31
- (602195) 2014 EM33
- (602196) 2014 EE35
- (602197) 2014 EK35
- (602198) 2014 EZ35
- (602199) 2014 EX36
- (602200) 2014 EU39
- (602201) 2014 EA41
- (602202) 2014 EE43
- (602203) 2014 EU44
- (602204) 2014 ED46
- (602205) 2014 EE48
- (602206) 2014 EV49
- (602207) 2014 EP51
- (602208) 2014 EU53
- (602209) 2014 EX58
- (602210) 2014 EZ58
- (602211) 2014 EJ65
- (602212) 2014 EX65
- (602213) 2014 EK79
- (602214) 2014 ED83
- (602215) 2014 EL94
- (602216) 2014 EK95
- (602217) 2014 EZ96
- (602218) 2014 EQ100
- (602219) 2014 EX101
- (602220) 2014 EA102
- (602221) 2014 ED106
- (602222) 2014 EV110
- (602223) 2014 EK111
- (602224) 2014 EH117
- (602225) 2014 EK117
- (602226) 2014 ED118
- (602227) 2014 EL120
- (602228) 2014 EB122
- (602229) 2014 ED123
- (602230) 2014 ET123
- (602231) 2014 EL126
- (602232) 2014 EA129
- (602233) 2014 ED140
- (602234) 2014 EU157
- (602235) 2014 EY158
- (602236) 2014 EN161
- (602237) 2014 EF171
- (602238) 2014 EC182
- (602239) 2014 EG188
- (602240) 2014 EB202
- (602241) 2014 EC206
- (602242) 2014 ES210
- (602243) 2014 EY213
- (602244) 2014 EU214
- (602245) 2014 ET217
- (602246) 2014 EX221
- (602247) 2014 EJ224
- (602248) 2014 EY226
- (602249) 2014 EN231
- (602250) 2014 EH234
- (602251) 2014 EC238
- (602252) 2014 EF238
- (602253) 2014 ER240
- (602254) 2014 EO247
- (602255) 2014 EE249
- (602256) 2014 EO249
- (602257) 2014 EU249
- (602258) 2014 ER254
- (602259) 2014 FC
- (602260) 2014 FS1
- (602261) 2014 FE2
- (602262) 2014 FG3
- (602263) 2014 FJ4
- (602264) 2014 FO6
- (602265) 2014 FW6
- (602266) 2014 FS7
- (602267) 2014 FQ8
- (602268) 2014 FD10
- (602269) 2014 FR15
- (602270) 2014 FB17
- (602271) 2014 FX17
- (602272) 2014 FZ17
- (602273) 2014 FH19
- (602274) 2014 FT19
- (602275) 2014 FX22
- (602276) 2014 FA23
- (602277) 2014 FB30
- (602278) 2014 FN30
- (602279) 2014 FX30
- (602280) 2014 FR34
- (602281) 2014 FN35
- (602282) 2014 FU37
- (602283) 2014 FG38
- (602284) 2014 FY41
- (602285) 2014 FR43
- (602286) 2014 FV43
- (602287) 2014 FV49
- (602288) 2014 FP51
- (602289) 2014 FR51
- (602290) 2014 FK52
- (602291) 2014 FC64
- (602292) 2014 FJ65
- (602293) 2014 FJ66
- (602294) 2014 FV68
- (602295) 2014 FS72
- (602296) 2014 FU72
- (602297) 2014 FD73
- (602298) 2014 FB77
- (602299) 2014 FD77
- (602300) 2014 FT80
- (602301) 2014 FA83
- (602302) 2014 FP83
- (602303) 2014 GQ7
- (602304) 2014 GV8
- (602305) 2014 GG9
- (602306) 2014 GG12
- (602307) 2014 GP13
- (602308) 2014 GR18
- (602309) 2014 GW19
- (602310) 2014 GZ19
- (602311) 2014 GE23
- (602312) 2014 GB25
- (602313) 2014 GX25
- (602314) 2014 GL27
- (602315) 2014 GU35
- (602316) 2014 GW35
- (602317) 2014 GT37
- (602318) 2014 GK44
- (602319) 2014 GT44
- (602320) 2014 GO45
- (602321) 2014 GH48
- (602322) 2014 GG50
- (602323) 2014 GO53
- (602324) 2014 GV61
- (602325) 2014 GH68
- (602326) 2014 GM76
- (602327) 2014 GW77
- (602328) 2014 GV79
- (602329) 2014 GW85
- (602330) 2014 HA3
- (602331) 2014 HS3
- (602332) 2014 HF4
- (602333) 2014 HE8
- (602334) 2014 HG10
- (602335) 2014 HN10
- (602336) 2014 HP10
- (602337) 2014 HP11
- (602338) 2014 HE12
- (602339) 2014 HT12
- (602340) 2014 HY14
- (602341) 2014 HP23
- (602342) 2014 HC24
- (602343) 2014 HX28
- (602344) 2014 HR31
- (602345) 2014 HQ32
- (602346) 2014 HT38
- (602347) 2014 HL49
- (602348) 2014 HW59
- (602349) 2014 HV60
- (602350) 2014 HC66
- (602351) 2014 HD71
- (602352) 2014 HT97
- (602353) 2014 HN100
- (602354) 2014 HW100
- (602355) 2014 HG112
- (602356) 2014 HL112
- (602357) 2014 HK115
- (602358) 2014 HK117
- (602359) 2014 HR134
- (602360) 2014 HX136
- (602361) 2014 HP141
- (602362) 2014 HG146
- (602363) 2014 HG147
- (602364) 2014 HY148
- (602365) 2014 HE153
- (602366) 2014 HO154
- (602367) 2014 HZ158
- (602368) 2014 HK164
- (602369) 2014 HE165
- (602370) 2014 HR165
- (602371) 2014 HJ173
- (602372) 2014 HB176
- (602373) 2014 HS176
- (602374) 2014 HN180
- (602375) 2014 HN184
- (602376) 2014 HQ186
- (602377) 2014 HY188
- (602378) 2014 HB189
- (602379) 2014 HD194
- (602380) 2014 HB195
- (602381) 2014 HK203
- (602382) 2014 HN204
- (602383) 2014 HX205
- (602384) 2014 HF206
- (602385) 2014 HN206
- (602386) 2014 HT206
- (602387) 2014 HT211
- (602388) 2014 HK216
- (602389) 2014 HU216
- (602390) 2014 HZ219
- (602391) 2014 HO220
- (602392) 2014 HG221
- (602393) 2014 HO221
- (602394) 2014 HF224
- (602395) 2014 HY231
- (602396) 2014 JR6
- (602397) 2014 JW7
- (602398) 2014 JU9
- (602399) 2014 JM13
- (602400) 2014 JS15
- (602401) 2014 JF18
- (602402) 2014 JO19
- (602403) 2014 JP22
- (602404) 2014 JZ22
- (602405) 2014 JN23
- (602406) 2014 JF28
- (602407) 2014 JF29
- (602408) 2014 JJ35
- (602409) 2014 JT36
- (602410) 2014 JM46
- (602411) 2014 JC48
- (602412) 2014 JZ49
- (602413) 2014 JH50
- (602414) 2014 JO55
- (602415) 2014 JT58
- (602416) 2014 JL61
- (602417) 2014 JT62
- (602418) 2014 JW66
- (602419) 2014 JX66
- (602420) 2014 JL73
- (602421) 2014 JF74
- (602422) 2014 JK74
- (602423) 2014 JS76
- (602424) 2014 JZ78
- (602425) 2014 JB82
- (602426) 2014 JX82
- (602427) 2014 JS83
- (602428) 2014 JJ86
- (602429) 2014 JU86
- (602430) 2014 JU89
- (602431) 2014 JV89
- (602432) 2014 JJ91
- (602433) 2014 JN92
- (602434) 2014 JE93
- (602435) 2014 JO95
- (602436) 2014 JT104
- (602437) 2014 JX105
- (602438) 2014 JD106
- (602439) 2014 JU106
- (602440) 2014 JR108
- (602441) 2014 JW110
- (602442) 2014 JV111
- (602443) 2014 JL114
- (602444) 2014 JP114
- (602445) 2014 JB126
- (602446) 2014 KE
- (602447) 2014 KW3
- (602448) 2014 KK4
- (602449) 2014 KS5
- (602450) 2014 KC8
- (602451) 2014 KM8
- (602452) 2014 KL10
- (602453) 2014 KM10
- (602454) 2014 KH14
- (602455) 2014 KD15
- (602456) 2014 KE15
- (602457) 2014 KF15
- (602458) 2014 KM19
- (602459) 2014 KD21
- (602460) 2014 KN22
- (602461) 2014 KO23
- (602462) 2014 KW25
- (602463) 2014 KH26
- (602464) 2014 KY27
- (602465) 2014 KB30
- (602466) 2014 KH30
- (602467) 2014 KF32
- (602468) 2014 KC35
- (602469) 2014 KW36
- (602470) 2014 KJ40
- (602471) 2014 KM42
- (602472) 2014 KY43
- (602473) 2014 KN45
- (602474) 2014 KP46
- (602475) 2014 KP50
- (602476) 2014 KY51
- (602477) 2014 KD54
- (602478) 2014 KM54
- (602479) 2014 KZ56
- (602480) 2014 KE57
- (602481) 2014 KM58
- (602482) 2014 KF60
- (602483) 2014 KE65
- (602484) 2014 KN65
- (602485) 2014 KB66
- (602486) 2014 KU67
- (602487) 2014 KW67
- (602488) 2014 KQ68
- (602489) 2014 KD70
- (602490) 2014 KW71
- (602491) 2014 KM72
- (602492) 2014 KZ72
- (602493) 2014 KG73
- (602494) 2014 KR74
- (602495) 2014 KC76
- (602496) 2014 KN80
- (602497) 2014 KK86
- (602498) 2014 KW87
- (602499) 2014 KQ89
- (602500) 2014 KN91
- (602501) 2014 KN103
- (602502) 2014 KS104
- (602503) 2014 KK105
- (602504) 2014 KF106
- (602505) 2014 KF108
- (602506) 2014 KN108
- (602507) 2014 KB109
- (602508) 2014 KE111
- (602509) 2014 KH111
- (602510) 2014 KQ113
- (602511) 2014 KJ117
- (602512) 2014 KK117
- (602513) 2014 KO118
- (602514) 2014 KA119
- (602515) 2014 KJ120
- (602516) 2014 KL120
- (602517) 2014 KC121
- (602518) 2014 KP121
- (602519) 2014 KK131
- (602520) 2014 KH137
- (602521) 2014 KJ140
- (602522) 2014 LO1
- (602523) 2014 LG4
- (602524) 2014 LB9
- (602525) 2014 LO11
- (602526) 2014 LQ16
- (602527) 2014 LV17
- (602528) 2014 LJ18
- (602529) 2014 LG19
- (602530) 2014 LN19
- (602531) 2014 LH21
- (602532) 2014 LW25
- (602533) 2014 LA26
- (602534) 2014 LK30
- (602535) 2014 LX31
- (602536) 2014 LR33
- (602537) 2014 LD34
- (602538) 2014 LE34
- (602539) 2014 LB35
- (602540) 2014 LG35
- (602541) 2014 LE36
- (602542) 2014 LK36
- (602543) 2014 ML1
- (602544) 2014 MN2
- (602545) 2014 MG3
- (602546) 2014 MM7
- (602547) 2014 MJ8
- (602548) 2014 MS10
- (602549) 2014 MD13
- (602550) 2014 ME14
- (602551) 2014 MV14
- (602552) 2014 MX16
- (602553) 2014 MO17
- (602554) 2014 MH21
- (602555) 2014 MD26
- (602556) 2014 MQ29
- (602557) 2014 MS32
- (602558) 2014 ME41
- (602559) 2014 MF47
- (602560) 2014 MU47
- (602561) 2014 MZ47
- (602562) 2014 MJ48
- (602563) 2014 MN52
- (602564) 2014 MG53
- (602565) 2014 MT55
- (602566) 2014 MW55
- (602567) 2014 MW62
- (602568) 2014 MS64
- (602569) 2014 MF65
- (602570) 2014 MZ65
- (602571) 2014 MM68
- (602572) 2014 MD70
- (602573) 2014 MU72
- (602574) 2014 MH74
- (602575) 2014 MX78
- (602576) 2014 MR79
- (602577) 2014 MF84
- (602578) 2014 ML84
- (602579) 2014 MF87
- (602580) 2014 MO87
- (602581) 2014 MF88
- (602582) 2014 MY89
- (602583) 2014 MM90
- (602584) 2014 MT90
- (602585) 2014 MH91
- (602586) 2014 MC94
- (602587) 2014 MO97
- (602588) 2014 NB
- (602589) 2014 NR10
- (602590) 2014 NL11
- (602591) 2014 NV16
- (602592) 2014 NA20
- (602593) 2014 NE27
- (602594) 2014 NJ27
- (602595) 2014 NU29
- (602596) 2014 NX35
- (602597) 2014 NM36
- (602598) 2014 NL38
- (602599) 2014 NP39
- (602600) 2014 NV41
- (602601) 2014 NQ43
- (602602) 2014 NK46
- (602603) 2014 NF47
- (602604) 2014 NL51
- (602605) 2014 NE53
- (602606) 2014 NG53
- (602607) 2014 NE58
- (602608) 2014 NU60
- (602609) 2014 NZ69
- (602610) 2014 NN72
- (602611) 2014 ND73
- (602612) 2014 NR73
- (602613) 2014 NK77
- (602614) 2014 NX79
- (602615) 2014 NG81
- (602616) 2014 NY81
- (602617) 2014 NB82
- (602618) 2014 NC88
- (602619) 2014 ON3
- (602620) 2014 OC6
- (602621) 2014 OD19
- (602622) 2014 OG24
- (602623) 2014 OE25
- (602624) 2014 OW25
- (602625) 2014 OS27
- (602626) 2014 ON29
- (602627) 2014 OJ38
- (602628) 2014 OD43
- (602629) 2014 OM47
- (602630) 2014 OA53
- (602631) 2014 OF55
- (602632) 2014 OQ55
- (602633) 2014 OC59
- (602634) 2014 OG60
- (602635) 2014 OR63
- (602636) 2014 OG64
- (602637) 2014 OD70
- (602638) 2014 OL74
- (602639) 2014 OW75
- (602640) 2014 OC76
- (602641) 2014 OO76
- (602642) 2014 OD78
- (602643) 2014 OF81
- (602644) 2014 OK85
- (602645) 2014 OQ90
- (602646) 2014 OF95
- (602647) 2014 OD96
- (602648) 2014 OR98
- (602649) 2014 OX104
- (602650) 2014 OT107
- (602651) 2014 OW108
- (602652) 2014 OG113
- (602653) 2014 OJ113
- (602654) 2014 OV120
- (602655) 2014 OK121
- (602656) 2014 OO129
- (602657) 2014 OT138
- (602658) 2014 OO139
- (602659) 2014 OQ139
- (602660) 2014 OG147
- (602661) 2014 OY150
- (602662) 2014 OT155
- (602663) 2014 OW155
- (602664) 2014 OK157
- (602665) 2014 OD158
- (602666) 2014 ON159
- (602667) 2014 OX159
- (602668) 2014 OC163
- (602669) 2014 OW163
- (602670) 2014 OA166
- (602671) 2014 OC172
- (602672) 2014 OC182
- (602673) 2014 OY189
- (602674) 2014 OD195
- (602675) 2014 OG196
- (602676) 2014 OP201
- (602677) 2014 OA209
- (602678) 2014 OQ209
- (602679) 2014 OJ212
- (602680) 2014 OR212
- (602681) 2014 OT217
- (602682) 2014 OC226
- (602683) 2014 OE227
- (602684) 2014 OQ234
- (602685) 2014 OQ237
- (602686) 2014 OR250
- (602687) 2014 OZ251
- (602688) 2014 OB252
- (602689) 2014 OE252
- (602690) 2014 OO252
- (602691) 2014 OL256
- (602692) 2014 OO270
- (602693) 2014 OL271
- (602694) 2014 OC272
- (602695) 2014 OJ283
- (602696) 2014 OJ291
- (602697) 2014 OQ293
- (602698) 2014 OX293
- (602699) 2014 OG334
- (602700) 2014 OJ340
- (602701) 2014 OV342
- (602702) 2014 OU345
- (602703) 2014 OX348
- (602704) 2014 OD350
- (602705) 2014 OM353
- (602706) 2014 OK357
- (602707) 2014 OF361
- (602708) 2014 OV365
- (602709) 2014 OM369
- (602710) 2014 OU375
- (602711) 2014 OA378
- (602712) 2014 OW384
- (602713) 2014 OX384
- (602714) 2014 ON394
- (602715) 2014 OO394
- (602716) 2014 OP394
- (602717) 2014 OT396
- (602718) 2014 OK398
- (602719) 2014 OP408
- (602720) 2014 OM413
- (602721) 2014 OF432
- (602722) 2014 OZ434
- (602723) 2014 OV442
- (602724) 2014 OD443
- (602725) 2014 PM1
- (602726) 2014 PV1
- (602727) 2014 PX6
- (602728) 2014 PA23
- (602729) 2014 PA26
- (602730) 2014 PQ41
- (602731) 2014 PU43
- (602732) 2014 PU46
- (602733) 2014 PZ47
- (602734) 2014 PZ49
- (602735) 2014 PA53
- (602736) 2014 PC60
- (602737) 2014 PL61
- (602738) 2014 PT65
- (602739) 2014 PS66
- (602740) 2014 PX67
- (602741) 2014 PX73
- (602742) 2014 PH76
- (602743) 2014 PU79
- (602744) 2014 PY80
- (602745) 2014 PP82
- (602746) 2014 PY93
- (602747) 2014 PL98
- (602748) 2014 QD6
- (602749) 2014 QJ8
- (602750) 2014 QJ14
- (602751) 2014 QW14
- (602752) 2014 QA38
- (602753) 2014 QX38
- (602754) 2014 QQ39
- (602755) 2014 QF40
- (602756) 2014 QY40
- (602757) 2014 QC43
- (602758) 2014 QK43
- (602759) 2014 QJ44
- (602760) 2014 QK45
- (602761) 2014 QC52
- (602762) 2014 QU56
- (602763) 2014 QD57
- (602764) 2014 QC61
- (602765) 2014 QJ64
- (602766) 2014 QU66
- (602767) 2014 QC72
- (602768) 2014 QR72
- (602769) 2014 QT73
- (602770) 2014 QC78
- (602771) 2014 QB88
- (602772) 2014 QP91
- (602773) 2014 QF94
- (602774) 2014 QU98
- (602775) 2014 QZ99
- (602776) 2014 QU102
- (602777) 2014 QR108
- (602778) 2014 QH121
- (602779) 2014 QP124
- (602780) 2014 QZ130
- (602781) 2014 QQ132
- (602782) 2014 QJ146
- (602783) 2014 QL157
- (602784) 2014 QL158
- (602785) 2014 QS160
- (602786) 2014 QP161
- (602787) 2014 QG164
- (602788) 2014 QR168
- (602789) 2014 QB179
- (602790) 2014 QS189
- (602791) 2014 QS191
- (602792) 2014 QC208
- (602793) 2014 QK215
- (602794) 2014 QP225
- (602795) 2014 QB247
- (602796) 2014 QE250
- (602797) 2014 QF253
- (602798) 2014 QS256
- (602799) 2014 QD258
- (602800) 2014 QX270
- (602801) 2014 QN275
- (602802) 2014 QZ275
- (602803) 2014 QJ276
- (602804) 2014 QG277
- (602805) 2014 QE280
- (602806) 2014 QF283
- (602807) 2014 QC285
- (602808) 2014 QQ285
- (602809) 2014 QX288
- (602810) 2014 QL294
- (602811) 2014 QT294
- (602812) 2014 QE302
- (602813) 2014 QM308
- (602814) 2014 QK309
- (602815) 2014 QF310
- (602816) 2014 QV317
- (602817) 2014 QH321
- (602818) 2014 QV323
- (602819) 2014 QD339
- (602820) 2014 QF341
- (602821) 2014 QC348
- (602822) 2014 QD374
- (602823) 2014 QP376
- (602824) 2014 QN399
- (602825) 2014 QZ399
- (602826) 2014 QD403
- (602827) 2014 QK409
- (602828) 2014 QM409
- (602829) 2014 QQ429
- (602830) 2014 QZ433
- (602831) 2014 QT438
- (602832) 2014 QD440
- (602833) 2014 QM445
- (602834) 2014 QX447
- (602835) 2014 QO451
- (602836) 2014 QP457
- (602837) 2014 QV474
- (602838) 2014 QO478
- (602839) 2014 QL486
- (602840) 2014 QD495
- (602841) 2014 QT497
- (602842) 2014 QX504
- (602843) 2014 QK506
- (602844) 2014 QK526
- (602845) 2014 QZ528
- (602846) 2014 QM529
- (602847) 2014 QB533
- (602848) 2014 QP537
- (602849) 2014 QS554
- (602850) 2014 QV554
- (602851) 2014 RJ4
- (602852) 2014 RJ9
- (602853) 2014 RT22
- (602854) 2014 RY22
- (602855) 2014 RK25
- (602856) 2014 RJ33
- (602857) 2014 RS34
- (602858) 2014 RT37
- (602859) 2014 RE43
- (602860) 2014 RZ51
- (602861) 2014 RB54
- (602862) 2014 RP64
- (602863) 2014 RO70
- (602864) 2014 RT76
- (602865) 2014 SP6
- (602866) 2014 SN17
- (602867) 2014 SP21
- (602868) 2014 SS29
- (602869) 2014 SS31
- (602870) 2014 SB34
- (602871) 2014 SS36
- (602872) 2014 SG38
- (602873) 2014 SK38
- (602874) 2014 SQ40
- (602875) 2014 SV46
- (602876) 2014 SY51
- (602877) 2014 SU53
- (602878) 2014 SO55
- (602879) 2014 SB59
- (602880) 2014 SL60
- (602881) 2014 SX65
- (602882) 2014 SP74
- (602883) 2014 SW80
- (602884) 2014 SJ85
- (602885) 2014 SA104
- (602886) 2014 SQ110
- (602887) 2014 SZ111
- (602888) 2014 SH112
- (602889) 2014 SX115
- (602890) 2014 SG118
- (602891) 2014 SY119
- (602892) 2014 SC141
- (602893) 2014 SH145
- (602894) 2014 SB165
- (602895) 2014 SA167
- (602896) 2014 SJ168
- (602897) 2014 SZ180
- (602898) 2014 SK184
- (602899) 2014 SU186
- (602900) 2014 SS187
- (602901) 2014 SF191
- (602902) 2014 SX194
- (602903) 2014 SO197
- (602904) 2014 SG199
- (602905) 2014 SH202
- (602906) 2014 SL203
- (602907) 2014 SU204
- (602908) 2014 SM205
- (602909) 2014 SL208
- (602910) 2014 SM208
- (602911) 2014 SC235
- (602912) 2014 SU238
- (602913) 2014 SN240
- (602914) 2014 SH247
- (602915) 2014 SD251
- (602916) 2014 SV256
- (602917) 2014 SN289
- (602918) 2014 SA291
- (602919) 2014 SZ309
- (602920) 2014 SH331
- (602921) 2014 SW333
- (602922) Juhászgyula
- (602923) 2014 SE335
- (602924) 2014 SW335
- (602925) 2014 SG336
- (602926) 2014 SN338
- (602927) 2014 SF344
- (602928) 2014 SS352
- (602929) 2014 SA360
- (602930) 2014 SY364
- (602931) 2014 SZ364
- (602932) 2014 SH365
- (602933) 2014 SF367
- (602934) 2014 SW367
- (602935) 2014 SU380
- (602936) 2014 SK383
- (602937) 2014 SP394
- (602938) 2014 SA399
- (602939) 2014 SP399
- (602940) 2014 TB2
- (602941) 2014 TE6
- (602942) 2014 TX8
- (602943) 2014 TR10
- (602944) 2014 TM15
- (602945) 2014 TP16
- (602946) 2014 TD17
- (602947) 2014 TU18
- (602948) 2014 TK32
- (602949) 2014 TO38
- (602950) 2014 TS40
- (602951) 2014 TC43
- (602952) 2014 TO59
- (602953) 2014 TH61
- (602954) 2014 TB64
- (602955) 2014 TN70
- (602956) 2014 TK79
- (602957) 2014 TK95
- (602958) 2014 TF98
- (602959) 2014 UT4
- (602960) 2014 UA41
- (602961) 2014 UF41
- (602962) 2014 UJ45
- (602963) 2014 UX48
- (602964) 2014 UA50
- (602965) 2014 UT53
- (602966) 2014 UM54
- (602967) 2014 UU63
- (602968) 2014 UY63
- (602969) 2014 UY65
- (602970) 2014 UZ65
- (602971) 2014 UF66
- (602972) 2014 UK71
- (602973) 2014 UJ77
- (602974) 2014 UV78
- (602975) 2014 UA84
- (602976) 2014 UW87
- (602977) 2014 UD89
- (602978) 2014 UP89
- (602979) 2014 UR98
- (602980) 2014 UP102
- (602981) 2014 US102
- (602982) 2014 UU106
- (602983) 2014 UY109
- (602984) 2014 UJ121
- (602985) 2014 UO123
- (602986) 2014 UE135
- (602987) 2014 UB147
- (602988) 2014 US148
- (602989) 2014 UU150
- (602990) 2014 UB159
- (602991) 2014 UG165
- (602992) 2014 UX165
- (602993) 2014 UJ166
- (602994) 2014 US166
- (602995) 2014 US167
- (602996) 2014 UZ167
- (602997) 2014 UX171
- (602998) 2014 UL176
- (602999) 2014 UF196
- (603000) 2014 US202